# 山本譲二
山本 譲二（やまもと じょうじ、1950年〈昭和25年〉2月1日 - ）は、日本の演歌歌手。山口県下関市出身。所属事務所はジョージ・プロモーション。レコード会社はテイチクエンタテインメント。琴五郎のペンネームで、楽曲の作詞・作曲も行っている。ラテン文字表記はGeorge Yamamotoを使用する。妻は女優の植木悦子。長女は歌手の山本琴乃。

## 来歴

### 夏の甲子園大会に出場
早鞆高等学校在学中3年生時の1967年夏に、山口県（当時・西中国）代表として第49回全国高等学校野球選手権大会（夏の甲子園大会）に出場。1回戦で松商学園（長野県代表）に0-3で敗退したが、自身は代打で出場して内野安打を放ち出塁した。

### 不遇の下積み時代
演歌歌手を志して上京。多くの職を転々とする。クラブのボーイ時代に客の飲み残しのビールを飲み干したが、グラスの中にはタバコの吸い殻が大量に入っていたという。肝臓を壊してやむなく帰郷し、ひっそりと療養生活を送る。母親の叱咤で一念発起し、22歳で再び上京。再び職を変えながらスナックでギターを手に2年間弾き語りを続ける。たまたま店に来た浜圭介に誘われて芸能界入りした。
1974年、映画「ダーティハリー」にかけて、伊達 春樹（だて はるき）という芸名でビクターからシングル「夜霧のあなた」でデビューしたが、パッとせず、崖っぷちに立たされた。

### 北島三郎との出会い
最後の決意で北島三郎の仕事場に何度も足を運び頭を下げ、十数回繰り返したときに北島から突然鞄を渡された。即ち「鞄持ちになれ」という意味であり、以降2年間北島の付き人を務める（当時の北島はまだ30代と若く、筋骨隆々としていたため、容赦ない修行の毎日を過ごした）。この時25歳であった。
これを契機に1976年、読売テレビ制作の歌謡オーディション番組「全日本歌謡選手権」に出場、「おもいで岬」や「中の島ブルース」などを歌って10週勝ち抜いた。本名の山本譲二名義でポニーキャニオンから再デビューしたが、鳴かず飛ばずが続く。

### ヒット以降
1980年、30歳の時に『みちのくひとり旅』をリリース。北島からは「この曲で駄目なら、もう諦めろ」と言われていたという。この曲も発売当初は売れずヒットには更に10ヶ月を要した。1年近く経過後、1981年、フジテレビの「夜のヒットスタジオ」に注目曲として出演すると大きな反響を呼び大ヒットし、ようやくスター歌手への仲間入りを果たす。
『みちのくひとり旅』で1981年末の「第23回日本レコード大賞」ロング・セラー賞を受賞し、同曲で「第32回NHK紅白歌合戦」に初出場した。最終的なレコード売上は130万枚を記録した。当時はテレビ番組の企画で無人の甲子園球場のマウンドでこの曲を独唱したり、さらにTBSテレビの「ザ・ベストテン」では、上半身裸で褌一丁の姿をさらけ出しながら歌唱したこともあった。
1982年、31歳『旅の終りはお前』をリリース。当曲は前作『みちのくひとり旅』のメロディーをほぼ踏襲しているが、大ヒット作品の次に同系統の曲調を出す手法は、レコードセールス戦略上時々採用されている。同曲もスマッシュ・ヒットを果たし、1982年末の「第33回NHK紅白歌合戦」へ2年連続で出場した。
こうした経緯から、北島ファミリーの旗頭的存在となった。また、北島がレギュラー出演していた時代劇ドラマ『暴れん坊将軍』（テレビ朝日）では、北島に代わり1997年から長次郎役を演じ、VIIIシリーズから800回スペシャルまでレギュラーとして出演した。
また、本作において、北島がめ組の頭時代に辰五郎に恨みを持つ役、北島のめ組の頭降板後は萩藩主毛利吉元 役で、ゲスト出演している。

### レコード会社・事務所移籍
平成に入ると演歌が急速に衰退し、1999年には所属していたポニーキャニオンが、演歌・歌謡曲部門の廃止を決定したことから、テイチクエンタテインメントへ移籍した。
2000年には移籍第1弾シングル「花も嵐も」を発売した。
2007年1月1日付で北島音楽事務所から独立し、個人事務所のジョージ・プロモーションを立ち上げた。暖簾分けの形であり、今も北島音楽事務所とは業務提携という形で強いつながりを持っている。

### 病気告白
2009年7月、右耳内部に良性腫瘍ができていることが明らかになったものの、除去手術を行った場合顔面麻痺が残る可能性があることから、手術するかどうか迷う胸中をブログに綴った（後日に「歌手としてステージに立ち続けたい」という意向から、手術はしない決断をしたと述べている）。
7月23日、福岡放送『めんたいワイド』に出演。もともとキャンペーンの一環として出演が決まっていたものの、病気を受けて急きょ内容が変更され、山本が経緯と今後の決意を語った。番組では、左耳に聴覚補助イヤホンをつけてやっと普通に聞こえる状態であったが、「ファンの励ましのメッセージが力になった」旨発言している。
2017年6月30日、フジテレビの「訂正させてください」に出演した際に、右耳の聴力を失ってから8年が経過し、左耳もほとんど聞こえなくなり補聴器を使っていることを明かした。

### 山本譲二 ヘヴィメタル化計画
2023年頃によりX（旧Twitter）のスタッフアカウントにより『山本譲二ヘヴィメタル化計画』が発表される。第1弾は山本の名をローマ字でアイアンメイデン風のフォントで書かれ、メロイックサインをした山本がゾンビ風に描かれたTシャツが発売されるなど、本人の知らぬところでスタッフの独断で進められており、当初はTシャツのデザインに「腹がたった」と憤慨していたが、Tシャツの売れ行きが好調である事からその後は気に入ってしまったという。翌2024年に第2弾として4月にはギター雑誌『YOUNG GUITAR』編集部の協力のもと、「みちのく忘れ雪」のイントロをメタル調に引き倒す「ギター弾いてみたコンテスト」を開催。手本として島紀史（Concerto Moon）、SAKI（元NEMOPHILA）、Kirz Hammett（メタリカのトリビュートバンド「ハッタリカ」のギタリスト）による手本がヤングギター編集部のYouTubeアカウントよりショート動画としての公開、本誌では山本と演歌好きで知られるマーティ・フリードマンとの対談が実現している。第3弾は同年7月24日にデビュー50周年記念シングルの第1弾『妻よ・・・ありがとう』の3曲目に収録されている「言論の自由」で、作詞作曲は吉幾三、編曲とレコーディングメンバーは上記のハッタリカのメンバーに加え「ギター弾いてみたコンテスト」優勝者でANLIMITのギタリストである長谷川太一が参加している事が公式で発表された。

## 人物・エピソード
酒に酔って前川清の家でウォシュレットを使い、便所を水浸しにしたというエピソードがある。その前川や吉幾三は親友である。
鳥羽一郎と二人で10分で1升の日本酒をあけたと云う話もある。これはウチくる!?出演時の発言であるが、このときは1軒目からビール、焼酎などを飲み続け、番組の途中から完全に酔っ払っていた。

### 紅白歌合戦
1981年に「みちのくひとり旅」で紅白初出場の知らせを受けたのは、『新春オールスター大運動会』の収録現場で山本たちが騎馬戦をしている時だった。山本の紅白初出場を伝える新聞記事には、騎馬の上に乗ってガッツポーズをする写真が使われたという。紅白当日の出番直前、同じく出場した北島三郎から舞台袖で「紅白初出場の喜びを噛みしめるよりも、去年まで出られなかった悔しい気持ちを忘れるな」と声をかけられたという。
1985年まで連続出場した後、1986年に初めて紅白落選がマネージャーから電話で告げられた時は、「紅白に戻れるよう来年頑張るから！」と返した。日本にいるとどうしても紅白を意識するため、その年は妻を連れて年末年始をハワイで過ごした。1987年に紅白に復帰したが翌年から再び落選が続き、「絶対に紅白に復帰するんだ」との思いで頑張り、1994年に復帰した。
1996年には、木梨憲武とのユニット「憲三郎＆ジョージ山本」として紅白に出演。本番では、同じく出演した北島から「今年の紅白はお前たちの紅白だ！」と言われ、山本は後年「この年の紅白が一番楽しかった」と評している。後年これまでを振り返り、「紅白に6回落とされて、5回復帰できたのは山本譲二だけじゃないかと誇りに思っています」と述べている。
2022年には、紅白歌合戦の裏番組である『ももいろ歌合戦』（BS日テレ・ニッポン放送・ABEMAなどが生中継）へ初出場となった。

### 野球への情熱
2005年、故郷・山口県に社会人野球のクラブチームを設立する計画を表明した。チーム名は「山口きららマウントG」で、総監督に就任した。同球団は、黒い霧事件による永久追放を解除され、復権したばかりの池永正明を監督として招聘するなど、話題性もあり高い注目を集めた。
2012年春の第84回選抜高等学校野球大会に母校の早鞆高等学校の出場が決まった際には自らのブログで「俺の時以来だもんな、ぶちうれしいけ!」と喜びのコメントを発し、母校を援助するべく寄付金を募り、自ら応援団長を買って出る意気込みを見せている。
2022年夏の第104回全国高等学校野球選手権大会の決勝戦は、大ヒット曲「みちのくひとり旅」の舞台を歌唱した宮城県代表の仙台育英高校と、自らの出身地・山口県代表の下関国際高校との試合を、山本は自宅リビングでテレビ観戦していた。結果8-1のスコアで、仙台育英が東北勢悲願の全国制覇を果たし、ようやく優勝旗が「白河の関越え」を達成の報道に関し、同年8月22日に自身のブログを更新。「仙台育英高校の皆さん、夏の甲子園優勝おめでとう御座います。皆が100年の扉を開けて、深紅の大優勝旗が白河を渡るんですね。本当に素晴らしい戦い振りでした。この高校野球で培った物を大切に、旅立って頂きたいと思います」と仙台育英の快挙を祝福。さらに、惜しくも準優勝の下関国際へも「我が故郷を代表して精一杯戦い、心から感謝します。最後の試合でナイン達が悔し涙を流す姿に、僕は貰い泣きしました。それでも本当にがんばって、頑張り抜きました。どうぞ胸を張って誇りを持って、堂々と下関へ帰って欲しいです」と労いの言葉を送っていた。

### 地デジPR隊
2010年、“関門ジョージ”の名で「関門地デジすすめ隊」隊長に任命された。
地元下関では長らく北九州市の皿倉山から発射される電波をアンテナで直接拾う世帯がほとんどであったが、完全デジタル化により、その視聴エリアが狭まる。NHK山口放送局などではこれを地元に視聴者を奪い返すチャンスととらえており、アンテナの方向転換などの呼びかけを行っている。同局大使・牛田茉友が出演した同年7月24日放送のPR番組はそのことを周知徹底するために、北九州局の総合アナログ波（6chで送信）まで使って放送され、その番組に於いて山本が“関門ジョージ”として登場し、県西部地域における地デジ化に貢献する旨の挨拶を行った。

## ディスコグラフィ

### シングル
- 伊達春樹名義（ビクター）。

| # | 発売日         | 曲順 | タイトル     | 作詞     | 作曲       | 編曲     | 規格品番 |
| - | -------------- | ---- | ------------ | -------- | ---------- | -------- | -------- |
| 1 | 1974年 7月25日 | A面  | 夜霧のあなた | 千家和也 | 浜圭介     | 竜崎孝路 | SV-1190  |
| 1 | 1974年 7月25日 | B面  | 愛ある別離   | 千家和也 | 浜圭介     | 竜崎孝路 | SV-1190  |
| 2 | 1975年 2月25日 | A面  | 帰っておいで | 山口洋子 | 三木たかし | 竜崎孝路 | SV-1215  |
| 2 | 1975年 2月25日 | B面  | みなと灯り   | 山口洋子 | 三木たかし | 竜崎孝路 | SV-1215  |

- 山本譲二名義。
  - 1：ビクター（1976年）、2〜40：ポニーキャニオン（1978年〜1999年）、41以降：テイチク（2000年〜）
  - 「琴五郎」は、山本のペンネーム。

| #  | 発売日          | 曲順 | タイトル                        | 作詞         | 作曲           | 編曲              | 規格品番   |
| -- | --------------- | ---- | ------------------------------- | ------------ | -------------- | ----------------- | ---------- |
| 1  | 1976年 7月25日  | A面  | そばにおいでよ                  | 山口洋子     | 鈴木淳         | 竜崎孝路          | SV-6029    |
| 1  | 1976年 7月25日  | B面  | 旅に出ようか                    | 山口洋子     | 鈴木淳         | 竜崎孝路          | SV-6029    |
| 2  | 1978年 9月21日  | A面  | 北ものがたり                    | 中山大三郎   | 中山大三郎     | 若草恵            | C-116      |
| 2  | 1978年 9月21日  | B面  | 風に追われて                    | 中山大三郎   | 中山大三郎     | 若草恵            | C-116      |
| 3  | 1979年 7月21日  | A面  | 男の影法師                      | 高田ひろお   | 遠藤実         | 斉藤恒夫          | C-146      |
| 3  | 1979年 7月21日  | B面  | 眉子                            | 高田ひろお   | 遠藤実         | 斉藤恒夫          | C-146      |
| 4  | 1980年 8月5日   | A面  | みちのくひとり旅                | 市場馨       | 三島大輔       | 斉藤恒夫          | C-187      |
| 4  | 1980年 8月5日   | B面  | チェランサスの夢                | 中山大三郎   | 中山大三郎     | 若草恵            | C-187      |
| 5  | 1982年 1月1日   | A面  | 旅の終りはお前                  | 市場馨       | 三島大輔       | 斉藤恒夫          | 7A-0142    |
| 5  | 1982年 1月1日   | B面  | 指(おやすみ)                    | 市場馨       | 三島大輔       | 斉藤恒夫          | 7A-0142    |
| 6  | 1982年 6月21日  | A面  | からたちのふるさと              | 市場馨       | 杉本真人       | 斉藤恒夫          | 7A-0184    |
| 6  | 1982年 6月21日  | B面  | おもかげ                        | 市場馨       | 三島大輔       | 斉藤恒夫          | 7A-0184    |
| 7  | 1982年 10月21日 | A面  | ごめんよ                        | 山田孝雄     | 浜圭介         | 竜崎孝路          | 7A-0224    |
| 7  | 1982年 10月21日 | B面  | お前だけだった                  | 一色弘子     | 三島大輔       | 斉藤恒夫          | 7A-0224    |
| 8  | 1983年 5月21日  | A面  | 湘南哀歌                        | 阿久悠       | 宇崎竜童       | 馬飼野俊一        | 7A-0282    |
| 8  | 1983年 5月21日  | B面  | 一人で旅する女のように          | 山田孝雄     | 村井一夫       | 馬飼野俊一        | 7A-0282    |
| 9  | 1983年 9月5日   | A面  | 海鳴り                          | 吉田旺       | 三島大輔       | 斉藤恒夫          | 7A-0307    |
| 9  | 1983年 9月5日   | B面  | 冬ごよみ                        | 伊藤アキラ   | 村井一夫       | 斉藤恒夫          | 7A-0307    |
| 10 | 1983年 12月5日  | A面  | ローリング・ストーン            | 秋元康       | 後藤次利       | 後藤次利          | 7A-0340    |
| 10 | 1983年 12月5日  | B面  | 馬鹿な男の物語                  | 原譲二       | 原譲二         | 甲斐正人          | 7A-0340    |
| 11 | 1984年 3月21日  | A面  | 夢おんな                        | 広田文男     | 叶弦大         | 竜崎孝路          | 7A-0360    |
| 11 | 1984年 3月21日  | B面  | 上海空港                        | 広田文男     | 叶弦大         | 竜崎孝路          | 7A-0360    |
| 12 | 1984年 6月5日   | A面  | 小樽発・利尻行き                | 木村まさゆき | 工藤よしひで   | 高見弘            | 7A-0385    |
| 12 | 1984年 6月5日   | B面  | 北の旅人                        | 山田孝雄     | 三島大輔       | 斉藤恒夫          | 7A-0385    |
| 13 | 1984年 8月5日   | A面  | 奥州路                          | 石原信一     | 三島大輔       | 斉藤恒夫          | 7A-0406    |
| 13 | 1984年 8月5日   | B面  | 黙って俺について来い            | 吉田旺       | 三島大輔       | 斉藤恒夫          | 7A-0406    |
| 14 | 1985年 4月21日  | A面  | 北情歌                          | 山田孝雄     | 幸耕平         | 竜崎孝路          | 7A-0485    |
| 14 | 1985年 4月21日  | B面  | おふくろ                        | きさらぎ圭介 | 幸耕平         | 竜崎孝路          | 7A-0485    |
| 15 | 1985年 10月21日 | A面  | 男詩                            | 阿久悠       | 円広志         | 馬飼野俊一        | 7A-0531    |
| 15 | 1985年 10月21日 | B面  | 前略ともだち                    | 阿久悠       | 三島大輔       | 馬飼野俊一        | 7A-0531    |
| 16 | 1986年 5月21日  | A面  | 長州の男                        | 星野哲郎     | 原譲二         | 斉藤恒夫          | 7A-0583    |
| 16 | 1986年 5月21日  | B面  | 粋人生                          | 星野哲郎     | 原譲二         | 斉藤恒夫          | 7A-0583    |
| 17 | 1986年 9月21日  | A面  | 望郷しぐれ                      | 水木れいじ   | 円広志         | 山崎稔            | 7A-0638    |
| 17 | 1986年 9月21日  | B面  | 夢という名のお前                | 荒木とよひさ | 平尾昌晃       | 馬飼野俊一        | 7A-0638    |
| 18 | 1987年 5月21日  | A面  | 夜叉のように                    | 阿久悠       | 幸耕平         | 馬飼野俊一        | 7A-0732    |
| 18 | 1987年 5月21日  | B面  | 男が背広を捨てるとき            | 荒木とよひさ | いちのせ謙     | 馬飼野俊一        | 7A-0732    |
| 19 | 1988年 2月21日  | A面  | 夕陽                            | 荒木とよひさ | 平尾昌晃       | 馬飼野俊一        | 7A-0823    |
| 19 | 1988年 2月21日  | B面  | 雪桟橋                          | 市場馨       | 三島大輔       | 斉藤恒夫          | 7A-0823    |
| 20 | 1989年 3月21日  | A面  | えくぼ                          | 星野哲郎     | 原譲二         | 斉藤恒夫          | 7A-0964    |
| 20 | 1989年 3月21日  | B面  | 愛の迷い道                      | 森茂         | 弦哲也         | 斉藤恒夫          | 7A-0964    |
| 21 | 1989年 11月21日 | 01   | ひとりで泣くなよ                | さいとう大三 | 馬飼野俊一     | 馬飼野俊一        | PCDA-00021 |
| 21 | 1989年 11月21日 | 02   | さよならは夜霧のなかで          | 中山大三郎   | 加藤将貫       | 桜庭伸幸          | PCDA-00021 |
| 22 | 1990年 4月21日  | 01   | 時は流れても                    | 吉岡治       | 岡千秋         | 桜庭伸幸          | PCDA-00070 |
| 22 | 1990年 4月21日  | 02   | ふたり                          | 北川文化     | 岡千秋         | 桜庭伸幸          | PCDA-00070 |
| 23 | 1990年 10月21日 | 01   | ワッショイまつりっこ            | 高田ひろお   | 佐瀬寿一       | 小林信吾          | PCDG-00011 |
| 24 | 1991年 6月21日  | 01   | 奥入瀬                          | 北川文化     | 桜庭伸幸       | 桜庭伸幸          | PCDA-00201 |
| 24 | 1991年 6月21日  | 02   | えとらんぜ                      | 吉岡治       | 岡千秋         | 池多孝春          | PCDA-00201 |
| 25 | 1992年 5月21日  | 01   | 揚子江                          | 吉幾三       | 吉幾三         | 京建輔            | PCDA-00309 |
| 25 | 1992年 5月21日  | 02   | 竹とんぼ                        | 横山聖仁郎   | 横山聖仁郎     | 京建輔            | PCDA-00309 |
| 26 | 1993年 6月2日   | 01   | 夢・想・人                      | 北川文化     | 武野良         | 桜庭伸幸          | PCDA-00455 |
| 26 | 1993年 6月2日   | 02   | 漁火のふるさと                  | 松本礼児     | 加藤将貫       | 桜庭伸幸          | PCDA-00455 |
| 27 | 1993年 9月17日  | 01   | 七夕月(萩の花咲く頃)            | 星野哲郎     | 三島大輔       | 前田俊明          | PCDA-00482 |
| 27 | 1993年 9月17日  | 02   | 蒼い国境                        | 星野哲郎     | 三島大輔       | 前田俊明          | PCDA-00482 |
| 28 | 1994年 2月18日  | 01   | 花 染められて                   | 麻こよみ     | 美樹克彦       | 川村栄二          | PCDA-00536 |
| 28 | 1994年 2月18日  | 02   | ラストレター                    | 森井ゆたか   | 美樹克彦       | 槌田靖識          | PCDA-00536 |
| 29 | 1994年 7月21日  | 01   | 関門海峡                        | 琴五郎       | 琴五郎         | 桜庭伸幸          | PCDA-00599 |
| 29 | 1994年 7月21日  | 02   | きらめく風の中で                | 松本礼児     | 山本譲二       | 槌田靖識          | PCDA-00599 |
| 30 | 1994年 10月21日 | 01   | 棒の哀しみ                      | 藤波研介     | 大野弘也       | 桜庭伸幸          | PCDA-00646 |
| 30 | 1994年 10月21日 | 02   | 黄昏にふたり                    | 松本礼児     | 近江孝彦       | 川村栄二          | PCDA-00646 |
| 31 | 1995年 3月1日   | 01   | きらめく風の中で                | 松本礼児     | 山本譲二       | 槌田靖識          | PCDA-00706 |
| 31 | 1995年 3月1日   | 02   | 愛は海を越えて                  | 榊みちこ     | 杉本真人       | 桜庭伸幸          | PCDA-00706 |
| 32 | 1995年 7月5日   | 01   | 夢街道                          | 琴五郎       | 琴五郎         | 桜庭伸幸          | PCDA-00740 |
| 32 | 1995年 7月5日   | 02   | 風の港町                        | 原譲二       | 原譲二         | 鈴木操            | PCDA-00740 |
| 33 | 1995年 7月21日  | 01   | 星空の鎮魂歌                    | 丹古晴己     | 山本譲二       | 槌田靖識          | PCDA-00757 |
| 33 | 1995年 7月21日  | 02   | 輝く瞳                          | 松本礼児     | 山本譲二       | 槌田靖識          | PCDA-00757 |
| 34 | 1996年 10月18日 | 01   | 美しい大地よ                    | 一倉宏       | ジェイムス下地 | ジェイムス下地    | PCDA-00898 |
| 34 | 1996年 10月18日 | 02   | 愛は旅人                        | 山田孝雄     | 三島大輔       | 前田俊明          | PCDA-00898 |
| 35 | 1997年 4月18日  | 01   | あなたしかいらない              | 大津あきら   | 浜圭介         | 今泉敏郎          | PCDA-00964 |
| 35 | 1997年 4月18日  | 02   | 語り草 (ニューリミックス)       | 森田記       | 岡本朗         | 平野孝幸          | PCDA-00964 |
| 36 | 1997年 9月19日  | 01   | 君の歌になろう                  | やしろよう   | 浜圭介         | 川村栄二          | PCDA-00996 |
| 36 | 1997年 9月19日  | 02   | 一本締め                        | 麻こよみ     | 円広志         | 平野孝幸          | PCDA-00996 |
| 37 | 1998年 4月1日   | 01   | 外は雨が…                       | 大津あきら   | 浜圭介         | 今泉敏郎          | PCDA-01043 |
| 37 | 1998年 4月1日   | 02   | 回想賦                          | 松本礼児     | 桧原さとし     | 川村栄二          | PCDA-01043 |
| 38 | 1998年 5月20日  | 01   | 俺がいるじゃないか              | 建石一       | 徳久広司       | 南郷達也          | PCDA-01068 |
| 38 | 1998年 5月20日  | 02   | 秋吉・青海                      | 北川文化     | 山本譲二       | 槌田靖識          | PCDA-01068 |
| 39 | 1998年 6月17日  | 01   | 放浪う…ままに                   | 田久保真見   | 浜圭介         | 今泉敏郎          | PCDA-01069 |
| 39 | 1998年 6月17日  | 02   | 夫婦                            | 山本譲二     | 山本譲二       | 京建輔            | PCDA-01069 |
| 40 | 1999年 3月17日  | 01   | いつまでも…沖縄                 | 吉幾三       | 吉幾三         | 若草恵            | PCDA-01147 |
| 40 | 1999年 3月17日  | 02   | 酔いざめの水がほしい            | 丹古晴己     | 浜圭介         | 丸山雅仁          | PCDA-01147 |
| 41 | 2000年 2月1日   | 01   | 花も嵐も                        | たかたかし   | 弦哲也         | 前田俊明          | TEDA-10464 |
| 41 | 2000年 2月1日   | 02   | 酒がたり                        | たかたかし   | 弦哲也         | 弦哲也            | TEDA-10464 |
| 42 | 2001年 2月1日   | 01   | おまえにありがとう              | たかたかし   | 弦哲也         | 前田俊明          | TEDA-10495 |
| 42 | 2001年 2月1日   | 02   | 風帰行                          | たかたかし   | 弦哲也         | 弦哲也            | TEDA-10495 |
| 43 | 2001年 8月1日   | 01   | しあわせの青い鳥                | たかたかし   | 弦哲也         | 前田俊明          | TEDA-10512 |
| 43 | 2001年 8月1日   | 02   | ほどほど酒                      | 北島マヤ     | 水森英夫       | 桜庭伸幸          | TEDA-10512 |
| 44 | 2002年 2月1日   | 01   | 都会の子守歌                    | たかたかし   | 弦哲也         | 前田俊明          | TEDA-10528 |
| 44 | 2002年 2月1日   | 02   | 男の挽歌                        | 琴五郎       | 琴五郎         | 南郷達也          | TEDA-10528 |
| 45 | 2002年 8月1日   | 01   | おまえと生きる                  | 悠木圭子     | 鈴木淳         | 前田俊明          | TEDA-10552 |
| 45 | 2002年 8月1日   | 02   | 男のこころ                      | 悠木圭子     | 鈴木淳         | 前田俊明          | TEDA-10552 |
| 46 | 2003年 2月1日   | 01   | 生きる                          | 星野哲郎     | 原譲二         | 丸山雅仁          | TEDA-10567 |
| 46 | 2003年 2月1日   | 02   | 親父船                          | 琴五郎       | 琴五郎         | 槌田靖識          | TEDA-10567 |
| 47 | 2003年 7月9日   | 01   | 放浪〜さすらい〜                | たかたかし   | 弦哲也         | 前田俊明          | TECA-11596 |
| 47 | 2003年 7月9日   | 02   | 島風                            | たかたかし   | 弦哲也         | 前田俊明          | TECA-11596 |
| 48 | 2004年 2月1日   | 01   | ふるさとのはなしをしよう        | 伊野上のぼる | キダ・タロー   | 前田俊明          | TECA-11619 |
| 48 | 2004年 2月1日   | 02   | 星よ降れ                        | 菅麻貴子     | 琴五郎         | 前田俊明          | TECA-11619 |
| 49 | 2004年 7月22日  | 01   | 倖せあげたい                    | 仁井谷俊也   | 弦哲也         | 前田俊明          | TECA-11639 |
| 49 | 2004年 7月22日  | 02   | ふたり華                        | 菅麻貴子     | 琴五郎         | 前田俊明          | TECA-11639 |
| 50 | 2005年 2月1日   | 01   | 名もない花に乾杯を              | 城岡れい     | 弦哲也         | 前田俊明          | TECA-11662 |
| 50 | 2005年 2月1日   | 02   | めぐり雨                        | 城岡れい     | 弦哲也         | 弦哲也            | TECA-11662 |
| 51 | 2006年 2月1日   | 01   | 風鈴                            | 津島一郎     | 津島一郎       | 逸見良造 末吉時雄 | TECA-12036 |
| 51 | 2006年 2月1日   | 02   | 男のときめき                    | 津島一郎     | 津島一郎       | 末吉時雄          | TECA-12036 |
| 52 | 2006年 8月2日   | 01   | 新宿の月                        | 城岡れい     | 弦哲也         | 前田俊明          | TECA-12060 |
| 52 | 2006年 8月2日   | 02   | 春江ワルツ                      | 城岡れい     | 弦哲也         | 南郷達也          | TECA-12060 |
| 53 | 2006年 12月20日 | 01   | ねっこ君                        | 里乃塚玲央   | 小杉保夫       | 小杉保夫          | TECA-8078  |
| 54 | 2007年 1月24日  | 01   | 高杉晋作                        | 津島一郎     | 津島一郎       | 末吉時雄          | TECA-12082 |
| 54 | 2007年 1月24日  | 02   | 残侠しぐれ                      | 津島一郎     | 津島一郎       | 末吉時雄          | TECA-12082 |
| 55 | 2007年 7月25日  | 01   | 惚れたおまえと                  | たかたかし   | 弦哲也         | 前田俊明          | TECA-12101 |
| 55 | 2007年 7月25日  | 02   | 友情                            | 志賀大介     | 弦哲也         | 南郷達也          | TECA-12101 |
| 56 | 2008年 3月26日  | 01   | 泣いたらいいさ                  | 城岡れい     | 弦哲也         | 南郷達也          | TECA-12132 |
| 56 | 2008年 3月26日  | 02   | 願い                            | 田久保真見   | 山本譲二       | 伊戸のりお        | TECA-12132 |
| 57 | 2009年 2月1日   | 01   | 俺たちの春                      | 山本譲二     | 山本譲二       | 伊戸のりお        | TECA-12166 |
| 57 | 2009年 2月1日   | 02   | 枯葉のバラード                  | 田久保真見   | 山本譲二       | 伊戸のりお        | TECA-12166 |
| 57 | 2009年 2月1日   | 03   | 枯葉のバラード (デュエットVer.) | 田久保真見   | 山本譲二       | 伊戸のりお        | TECA-12166 |
| 58 | 2009年 10月21日 | 01   | 千里の道も                      | 仁井谷俊也   | 弦哲也         | 前田俊明          | TECA-12199 |
| 58 | 2009年 10月21日 | 02   | 天狼星                          | 下地亜記子   | 弦哲也         | 前田俊明          | TECA-12199 |
| 59 | 2010年 7月14日  | 01   | 哀愁運河                        | かず翼       | 弦哲也         | 前田俊明          | TECA-12240 |
| 59 | 2010年 7月14日  | 02   | 今更のブルース                  | 志賀大介     | 大谷明裕       | 伊戸のりお        | TECA-12240 |
| 60 | 2011年 3月30日  | 01   | 旅路の果ての…                   | 市場馨       | 三島大輔       | 伊戸のりお        | TECA-12277 |
| 60 | 2011年 3月30日  | 02   | 東京流れ雨                      | 志賀大介     | 徳久広司       | 南郷達也          | TECA-12277 |
| 61 | 2012年 2月1日   | 01   | こころの絆 〜明日を信じて〜     | たかたかし   | 弦哲也         | 前田俊明          | TECA-12323 |
| 61 | 2012年 2月1日   | 02   | 長門峡                          | 坂口照幸     | 弦哲也         | 前田俊明          | TECA-12323 |
| 62 | 2012年 11月21日 | 01   | 蓬莱橋                          | さわだすずこ | 弦哲也         | 前田俊明          | TECA-12396 |
| 62 | 2012年 11月21日 | 02   | 親友よ                          | さわだすずこ | 弦哲也         | 前田俊明          | TECA-12396 |
| 63 | 2014年 2月5日   | 01   | 放浪酒                          | 田久保真見   | 弦哲也         | 南郷達也          | TECA-12499 |
| 63 | 2014年 2月5日   | 02   | 城崎の雨                        | 田久保真見   | 弦哲也         | 南郷達也          | TECA-12499 |
| 64 | 2014年 10月22日 | 01   | 北の孤愁                        | たかたかし   | 弦哲也         | 前田俊明          | TECA-12553 |
| 64 | 2014年 10月22日 | 02   | 君でよかった                    | たかたかし   | 弦哲也         | 前田俊明          | TECA-12553 |
| 65 | 2015年 8月19日  | 01   | 夜桜哀歌                        | 田久保真見   | 浜圭介         | 矢野立美          | TECA-13620 |
| 65 | 2015年 8月19日  | 02   | 俺の花                          | 渡辺なつみ   | 浜圭介         | 矢野立美          | TECA-13620 |
| 66 | 2016年 8月24日  | 01   | ふたりで一つの人生を            | たかたかし   | 弦哲也         | 前田俊明          | TECA-13700 |
| 66 | 2016年 8月24日  | 02   | 俺のこの胸で                    | たかたかし   | 弦哲也         | 前田俊明          | TECA-13700 |
| 67 | 2017年 11月15日 | 01   | ふたりでよかった                | たかたかし   | 弦哲也         | 前田俊明          | TECA-13809 |
| 67 | 2017年 11月15日 | 02   | ほたる草                        | たかたかし   | 弦哲也         | 前田俊明          | TECA-13809 |
| 68 | 2018年 9月19日  | 01   | 残花                            | 朝比奈京仔   | 小田純平       | 矢田部正          | TECA-13875 |
| 68 | 2018年 9月19日  | 02   | 霧雨五番町                      | 朝比奈京仔   | 小田純平       | 矢田部正          | TECA-13875 |
| 69 | 2019年 7月25日  | 01   | 人は旅人                        | 吉幾三       | 吉幾三         | 矢野立美          | TECA-13947 |
| 69 | 2019年 7月25日  | 02   | MABU達                          | 吉幾三       | 吉幾三         | 矢野立美          | TECA-13947 |
| 70 | 2020年 4月15日  | 01   | 夜明け前                        | ちあき哲也   | 浜圭介         | 伊戸のりお        | TECA-20025 |
| 70 | 2020年 4月15日  | 02   | ザンゲの酒がしょっぱくて        | 数丘夕彦     | 浜圭介         | 伊戸のりお        | TECA-20025 |
| 71 | 2021年 12月15日 | 01   | 比翼の鳥                        | 日野浦かなで | 徳久広司       | 猪股義周          | TECA-21060 |
| 71 | 2021年 12月15日 | 02   | 黄昏だより                      | 日野浦かなで | 徳久広司       | 猪股義周          | TECA-21060 |
| 72 | 2022年 9月28日  | 01   | 睡蓮                            | 結木瞳       | 村田誠一       | 南郷達也          | TECA-22053 |
| 72 | 2022年 9月28日  | 02   | 人生ごよみ                      | ごとう順     | 西尾澄気       | 南郷達也          | TECA-22053 |
| 73 | 2023年 9月20日  | 01   | みちのく忘れ雪                  | 田久保真見   | 弦哲也         | 猪股義周          | TECA-23058 |
| 73 | 2023年 9月20日  | 02   | 浮草ふたり                      | 田久保真見   | 弦哲也         | 猪股義周          | TECA-23058 |
| 74 | 2024年 7月24日  | 01   | 妻よ…ありがとう                 | 吉幾三       | 吉幾三         | 伊戸のりお        | TECA-24036 |
| 74 | 2024年 7月24日  | 02   | 恋しき孫よ                      | 吉幾三       | 吉幾三         | 伊戸のりお        | TECA-24036 |
| 74 | 2024年 7月24日  | 03   | 言論の自由                      | IKZO         | IKZO           | KIRZ              | TECA-24036 |

#### デュエット・シングル
| 発売日          | デュエット | 曲順 | タイトル                        | 作詞         | 作曲       | 編曲       | 規格品番   |
| --------------- | ---------- | ---- | ------------------------------- | ------------ | ---------- | ---------- | ---------- |
| 1980年 5月      | 天童よしみ | A面  | 神輿野郎                        | 宮元一夫     | 市川昭介   | 竹村次郎   | C-177      |
| 1980年 5月      | -          | B面  | (カラオケ)                      | -            | 市川昭介   | 竹村次郎   | C-177      |
| 1983年 9月      | 森昌子     | A面  | バリバリ音頭                    | 吉岡治       | 小林亜星   | 南郷達也   | 7A-0317    |
| 1983年 9月      | 森昌子     | B面  | 青春ランナウェイ                | 吉岡治       | 小林亜星   | 馬飼野俊一 | 7A-0317    |
| 1996年 3月6日   | やや       | 01   | だから…そうね                   | 荒木とよひさ | 浜圭介     | 今泉敏郎   | PCDA-00828 |
| 1996年 3月6日   | やや       | 02   | 漂流星                          | 荒木とよひさ | 弦哲也     | 丸山雅仁   | PCDA-00828 |
| 1996年 5月17日  | 憲三郎     | 01   | 浪漫-ROMAN-                     | 原譲二       | 原譲二     | 川村栄二   | PCDA-00867 |
| 1996年 5月17日  | 憲三郎     | 02   | ブラ踊り                        | 原譲二       | 原譲二     | 鈴木操     | PCDA-00867 |
| 2002年 12月18日 | 朝丘雪路   | 01   | めぐり逢い…東京                 | たかたかし   | 弦哲也     | 前田俊明   | TEDA-10559 |
| 2002年 12月18日 | 朝丘雪路   | 02   | 夜を踊ろう                      | たかたかし   | 弦哲也     | 前田俊明   | TEDA-10559 |
| 2006年 9月17日  | 所ジョージ | 01   | 二度惚れの女                    | 所ジョージ   | 所ジョージ | 岩瀬聡志   | TECA-12071 |
| 2006年 9月17日  | -          | 02   | 親不孝の唄 (歌：山本譲二)       | 所ジョージ   | 所ジョージ | 岩瀬聡志   | TECA-12071 |
| 2010年 11月24日 | 川中美幸   | 01   | 仁川エアポート                  | たかたかし   | 弦哲也     | 南郷達也   | TECA-12262 |
| 2010年 11月24日 | 川中美幸   | 02   | 夜霧のふたり                    | たかたかし   | 弦哲也     | 南郷達也   | TECA-12262 |
| 2012年 7月25日  | 城之内早苗 | 01   | 渋谷川                          | 喜多條忠     | 弦哲也     | 前田俊明   | TECA-12361 |
| 2012年 7月25日  | 城之内早苗 | 02   | 夢でも愛して                    | 喜多條忠     | 弦哲也     | 前田俊明   | TECA-12361 |
| 2013年 8月21日  | 城之内早苗 | 01   | 忘れるもんか                    | 喜多條忠     | 弦哲也     | 南郷達也   | TECA-12468 |
| 2013年 8月21日  | 城之内早苗 | 02   | 京都夜曲                        | 喜多條忠     | 弦哲也     | 南郷達也   | TECA-12468 |
| 2017年 8月16日  | 吉幾三     | 01   | 大人の玉入れ                    | 吉幾三       | 吉幾三     | 武井正信   | TECA-13784 |
| 2017年 8月16日  | -          | 02   | みちのくひとり旅 (歌：山本譲二) | 市場馨       | 三島大輔   | 伊戸のりお | TECA-13784 |
| 2021年 4月21日  | 松居直美   | 01   | 事実は小説よりも奇なり          | 綾小路翔     | 綾小路翔   | 木内健     | TECA-21017 |
| 2021年 4月21日  | 松居直美   | 02   | 酔えないお酒もいいじゃない      | 北爪葵       | 恩田涼平   | 周防泰臣   | TECA-21017 |

### アルバム
- LP

| 発売日     | タイトル               | 規格品番  |
| ---------- | ---------------------- | --------- |
| 1979年10月 | いかす男のいかす唄     | C25A-0056 |
| 1981年11月 | 譲二の旅路             | C28A-0189 |
| 1982年9月  | こころの旅路           | C28A-0229 |
| 1983年7月  | 譲二の青春             | C28A-0280 |
| 1983年12月 | 演歌特選<釜山港へ帰れ> | C28A-0304 |
| 1984年11月 | 演歌特選<奥州路>       | C28A-0376 |
| 1985年11月 | 男詩・譲二熱唱ベスト12 | C28A-0455 |

- CD

| 発売日         | タイトル                                       | 規格品番   |
| -------------- | ---------------------------------------------- | ---------- |
| 1985年11月21日 | 山本譲二 A面コレクション                       | D32A-0138  |
| 1986年3月5日   | 譲二の男詩・愛しき友よ恋人よ                   | D32A-0162  |
| 1987年2月5日   | いいのか…俺で                                  | D32A-0266  |
| 1987年9月21日  | '87演歌特選                                    | D32A-0316  |
| 1988年3月21日  | そして…また一歩 夕陽                           | D32A-0358  |
| 1989年12月15日 | 粋な別れ－もう一人の譲二－                     | PCCA-00032 |
| 1991年8月21日  | 指定席－奥入瀬－                               | PCCA-00293 |
| 1994年11月18日 | 関門海峡ひとり旅                               | PCCA-00694 |
| 1994年12月16日 | デビュー20周年記念 山本譲二BEST20              | PCCA-00704 |
| 1997年7月2日   | 指定席II〜あなたしかいらない〜                 | PCCA-01115 |
| 1997年12月3日  | 山本譲二 デュエットコレクション '80〜'96       | PCCA-01165 |
| 1998年11月18日 | 歌手生活25周年記念 山本譲二BEST25              | PCCA-01252 |
| 1999年3月17日  | 山本譲二 愛唱歌集                              | PCCA-01305 |
| 2001年8月22日  | おまえにありがとう 山本譲二 男のやさしさを唄う | TECE-30236 |

- 全曲集…2000年〜2023年発売。
- 大全集…2003年、2005年、2007年、2009年、2011年、2013年、2015年、2017年、2021年発売。

### 映像作品
| 発売日        | タイトル                            | 規格 | 規格品番   |
| ------------- | ----------------------------------- | ---- | ---------- |
| 2009年5月20日 | 山本譲二 ヒットシングル・ビデオ集   | DVD  | TEBE-38056 |
| 2014年7月23日 | 山本譲二 シングル映像集(2000〜2014) | DVD  | TEBE-43163 |

### タイアップ曲
| 年     | 楽曲                   | タイアップ                               |
| ------ | ---------------------- | ---------------------------------------- |
| 1983年 | ローリング・ストーン   | 映画「唐獅子株式会社」主題歌             |
| 1990年 | ワッショイまつりっこ   | フジテレビ系「ひらけ!ポンキッキ」挿入歌  |
| 1994年 | 棒の哀しみ             | 映画「棒の哀しみ」主題歌                 |
| 1995年 | きらめく風の中で       | 東建コーポレーションカップ・テーマソング |
| 1996年 | 美しい大地よ           | サントリー「大地と水の恵み」CMソング     |
| 2006年 | ねっこ君               | NHK「みんなのうた」挿入歌                |
| 2021年 | 事実は小説よりも奇なり | TBS系「ひるおび」EDテーマ(2021年5月度)   |

## NHK紅白歌合戦出場歴
| 年度/放送回               | 回   | 曲目                      | 対戦相手      | 備考                       |
| ------------------------- | ---- | ------------------------- | ------------- | -------------------------- |
| 1981年（昭和56年）/第32回 | 初   | みちのくひとり旅          | 松村和子      |                            |
| 1982年（昭和57年）/第33回 | 2    | 旅の終りはお前            | 榊原郁恵      |                            |
| 1983年（昭和58年）/第34回 | 3    | 海鳴り                    | 高田みづえ    |                            |
| 1984年（昭和59年）/第35回 | 4    | 奥州路                    | 研ナオコ      |                            |
| 1985年（昭和60年）/第36回 | 5    | 男詩                      | 岩崎宏美      |                            |
| 1987年（昭和62年）/第38回 | 6    | 夜叉のように              | 川中美幸      |                            |
| 1994年（平成6年）/第45回  | 7    | 関門海峡                  | 長保有紀      |                            |
| 1996年（平成8年）/第47回  | 番外 | 浪漫－ROMAN－             | 瀬川瑛子      | 憲三郎＆ジョージ山本で出演 |
| 1998年（平成10年）/第49回 | 8    | 俺がいるじゃないか        | JUDY AND MARY |                            |
| 2000年（平成12年）/第51回 | 9    | 花も嵐も                  | 藤あや子      |                            |
| 2001年（平成13年）/第52回 | 10   | しあわせの青い鳥          | 藤あや子 (2)  |                            |
| 2002年（平成14年）/第53回 | 11   | おまえと生きる            | 田川寿美      |                            |
| 2003年（平成15年）/第54回 | 12   | みちのくひとり旅（2回目） | 長山洋子      |                            |
| 2004年（平成16年）/第55回 | 13   | ふるさとのはなしをしよう  | 水森かおり    |                            |

- 対戦相手の歌手名の()内の数字はその歌手との対戦回数、備考のトリ等の次にある()はトリ等を務めた回数を表す。
- 曲名の後の（○回目）は紅白で披露された回数を表す。
- 出演順は「（出演順）／（出場者数）」で表す。

## 出演

### テレビドラマ
- ドラマ女の手記「家庭崩壊を救った熱球」（1987年、テレビ東京）
- 暴れん坊将軍III 第82話「帰って来た炎の男」（1989年、テレビ朝日） - 佐平次
- 豪剣! 賞金稼ぎ 無用ノ介 二つの顔のお尋ね者（1990年、テレビ朝日） - 市太郎
- 幾三・譲二・前川の爆笑ふるさと自慢（1992年、NBN）
- 暴れん坊将軍VIII - Xまで（テレビ朝日） - め組の頭 長次郎
- 花燃ゆ（2015年、NHK大河ドラマ） - 白石正一郎
- 読売テレビ開局60年記念スペシャルドラマ 「約束のステージ 〜時を駆けるふたりの歌〜」（2019年2月22日放送、読売テレビ） - 山本譲二（本人役）（※特別出演）

### テレビバラエティー
- 関口宏の東京フレンドパークII (1995年4月24日・1998年6月15日、TBSテレビ)
- オレ達のWell歌夢（2001年 - 2003年、テレビ東京）司会
- サブちゃんと歌仲間
- 熱血テレビ（山口放送）
まだヒットに恵まれない頃、この番組の司会者・井上雪彦アナウンサーが司会をしていた同局のラジオ番組に出演し、応援してもらった縁で、番組開始とともに準レギュラーとして時々出演していた。井上アナが急死した際は仕事のため葬儀等に参列することができず、番組にコメントを寄せた。前川清も山本の縁でこの番組に出演していた。また、山本がNHK紅白歌合戦に出場するときは、熱血テレビ視聴者に向けたサインを送るのが恒例であった。
- とんねるずの生でダラダラいかせて!!（日本テレビ） - ゲスト、「浪漫-ROMAN-」発表のきっかけとなる。
- 土曜プレミアム・爆生レッドカーペット （2012年2月18日、フジテレビ） - TKOとのコラボカーペットでの出演
- 山本浩二＆譲二のドレミファスタジアム（2019年3月24日、歌謡ポップスチャンネル） - 野球✕音楽のオリジナルバラエティ特番
- 第6回ももいろ歌合戦（BS日テレ・ニッポン放送・ABEMAなど）

### ラジオ番組
- 前川くん山本くんのとりあえず1杯（1993年10月 - 1994年3月、ニッポン放送）
- 山本譲二・野村邦丸 マクリ注意報!（2004年1月 - 2007年9月、文化放送など）
- 山本譲二の住まいるフレンド（2006年11月 - 2023年3月 東海ラジオなど）
- Changeの瞬間 〜がんサバイバーストーリー〜（2021年4月25日・5月2日、朝日放送ラジオ）[21]
- ALL The Feels (2024年6月3日 - 6日、NACK5) - 週替わりセレクター[22]

### 映画
- 約束（2001年3月11日）
- チルソクの夏（2004年4月17日） - 流しの歌手 遠藤隆次（郁子の父）
- The焼肉ムービー プルコギ（2007年5月5日）

### Vシネマ
- 九州激動の1520日 新・誠への道（2009年） - 二代目雄仁会理事長 二代目松葉組組長 大高義久
- 仁義もクソもありゃしねえ!（2021年） - 大道会幹部 神矢新介

### CM
- 大鵬薬品工業チオビタドリンク（北島三郎と共演）
- NTTナンバーディスプレイ
- トクホン
- 花王バブ
- 東建コーポレーション
- 明治製菓
- アリさんマークの引越社
- 日本コカ・コーラ ジョージア
- P-ZONE(九州地区ローカル)